# Egeria Farrum
L'Egeria Farrum è una formazione geologica della superficie di Venere.
Prende il nome da Egeria, ninfa acquatica della mitologia romana.